# Nintendo Gateway System
Les Nintendo Gateway System étaient des variantes de consoles Nintendo, parmi lesquelles la SNES, la Game Boy et ses évolutions (Color/Advance), la Nintendo 64 et la GameCube, qui étaient présentes dans certains avions des compagnies Northwest, Singapore Airlines, Air China, Air Canada, Alitalia-Linee Aeree Italiane, All Nippon Airways, British Midland International, Kuwait Airways, Malaysia Airlines, Thai Airways et Virgin Atlantic, ainsi que dans certains hôtels appartenant à des réseaux tels que LodgeNet, NXTV ou Quadriga, de fin 1993 jusqu'à la fin des années 2000,,,,,,,. 
C'était plus une série de consoles de jeux vidéo plutôt qu'une console unique, car les consoles concernées avaient été modifiées pour l'usage spécifique des compagnies aériennes et hôtels, présente dans environ 40 000 sièges d'avion et 955 000 chambres d'hôtel. Cette série fut l'un des premiers services de divertissement dans les compagnies aériennes assurés par Matsushita Avionics, Rockwell Collins et Thales Avionics. Son site officiel a été fermé mi-2008, mais la vente d'exemplaires a été assurée jusqu'en 2013 pour la Nintendo 64 dans les hôtels, et jusqu'en 2012 pour les Game Boy et Game Boy Color chez Singapore Airlines. 
Il faisait partie d'un système informatique beaucoup plus vaste qui permettait aux passagers aériens non seulement de jouer à des jeux vidéo, mais aussi de regarder des films, d'écouter de la musique, de parler au téléphone et même de faire du shopping en vol, avant l'avènement d'Internet. À sa sortie, 10 jeux étaient pré-installés dans la console, dont The Legend of Zelda: A Link to the Past, F-Zero et Super Mario World . Il était également prévu de placer des consoles en libre service dans les bateaux de croisière. 
Les boutons de la manette de la version pour les avions du Gateway System étaient positionnés de façon similaire à la configuration de la manette SNES. Ladite manette pouvait aussi servir de  télécommande pour les films et la musique de la console. Les hôtels quant à eux avaient une version modifiée des manette NGS. LodgeNet était le système de paiement à la carte le plus répandu pour les hôtels qui l'utilisaient. 
LodgeNet s'est associé à Nintendo pour télécharger des jeux vidéo directement dans les chambres d'hôtel via le streaming par les serveurs LodgeNet, avec la manette spéciale se connectant directement au téléviseur ou au décodeur, transmettant le jeu sur des lignes téléphoniques connectées à un serveur de jeu central. Le prix était généralement de 6,95 $ plus taxes pour 1 heure de jeu. À la fin du temps, le jeu se stoppait immédiatement et invitait l'utilisateur à acheter plus de temps. Pour les besoins du NGS, de nombreux jeux ont été dépouillés de leurs fonctionnalités multijoueur. 

## Histoire

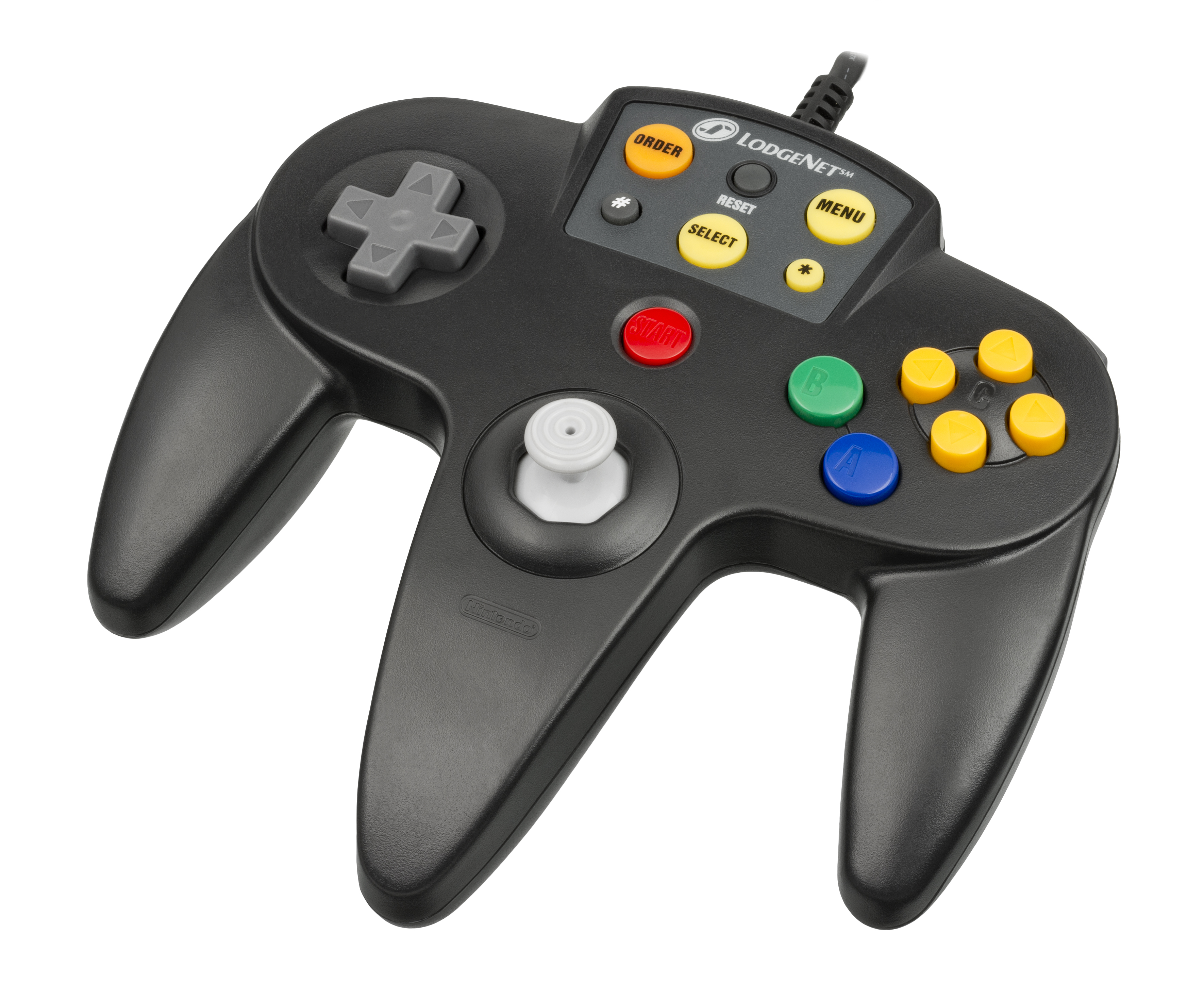
La manette Nintendo 64 LodgeNet, qui pourrait être utilisée pour jouer à des jeux N64.

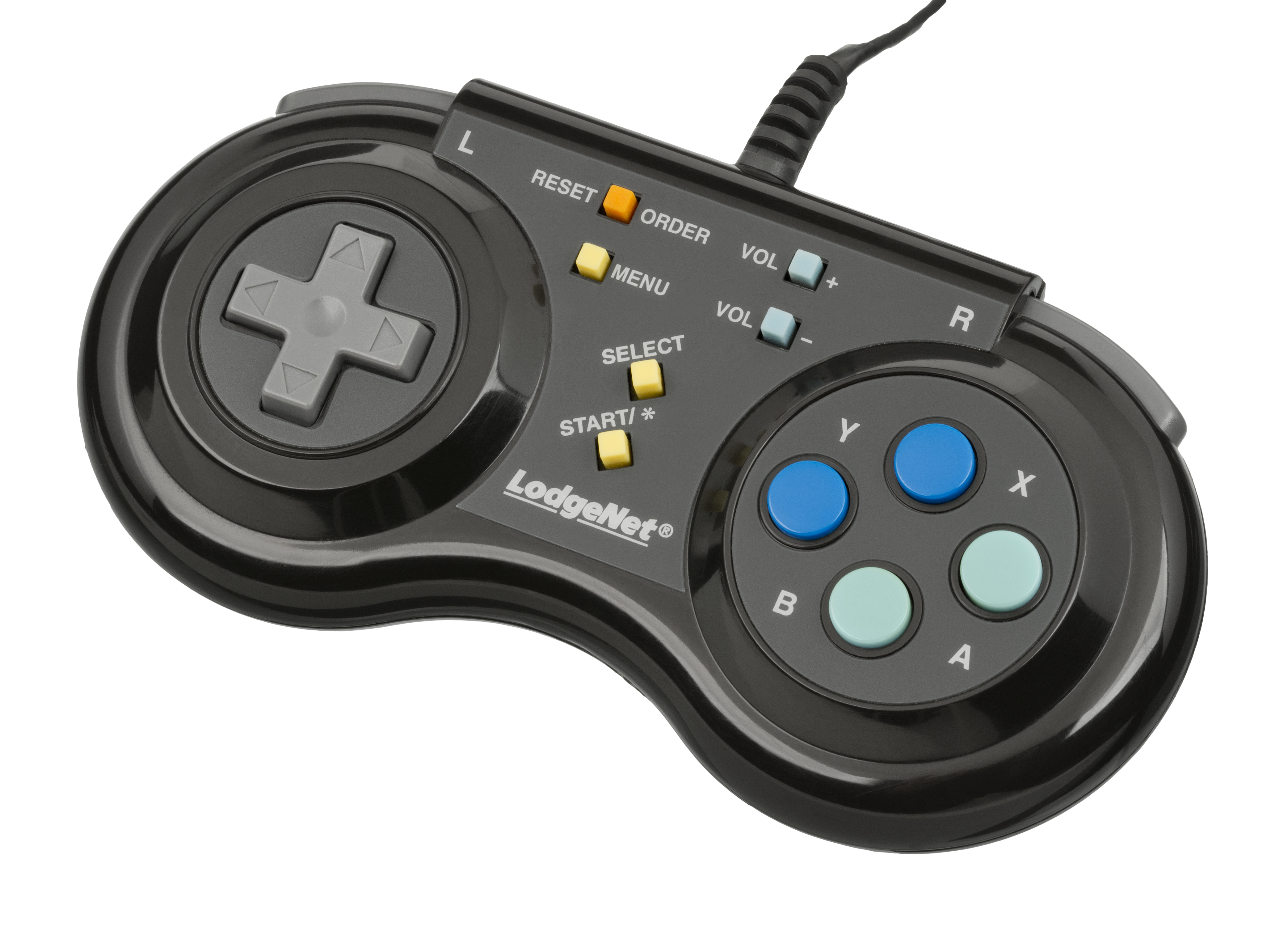
L'une des deux versions de la manette Super Nintendo LodgeNet.

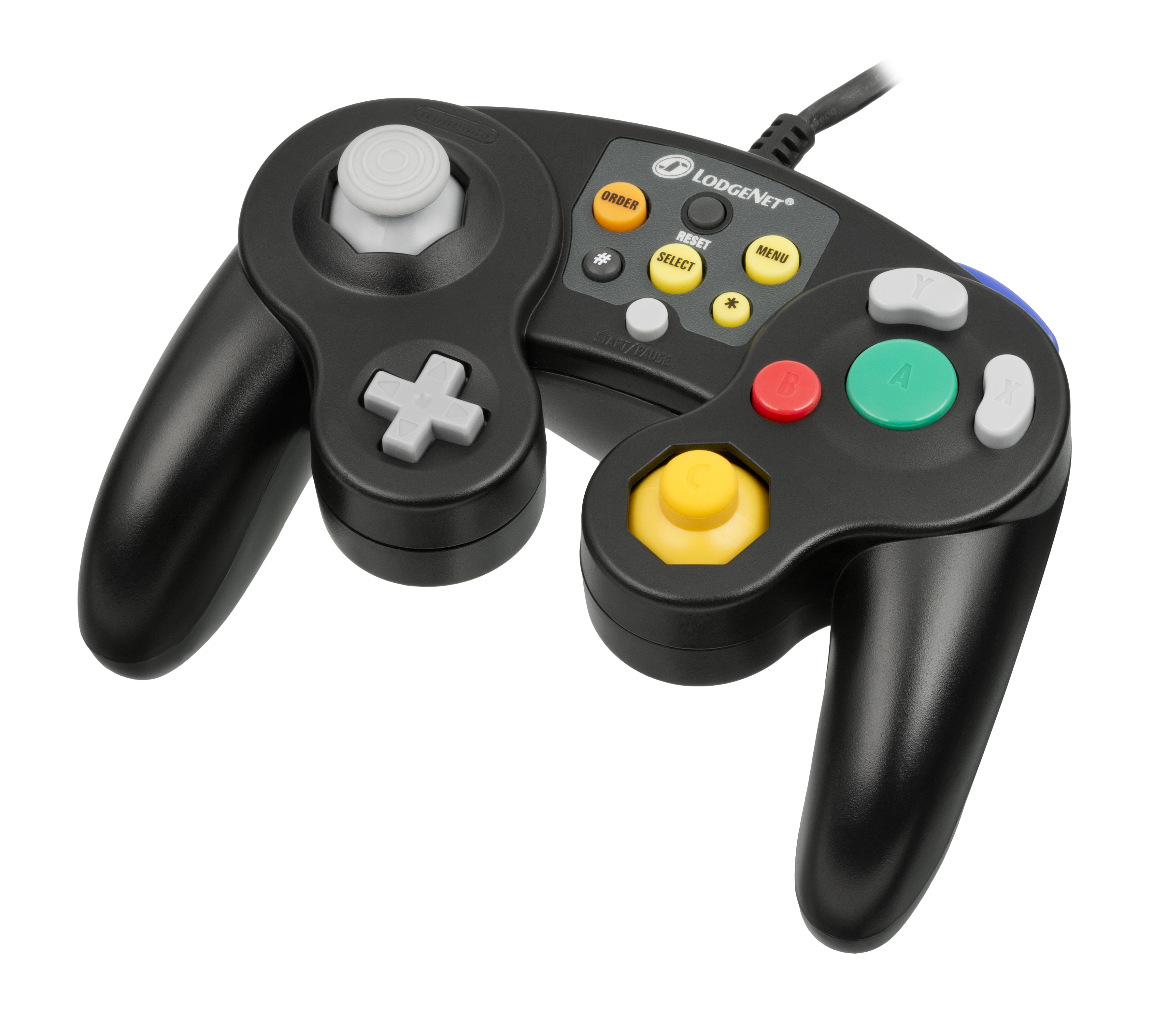
La manette LodgeNet GameCube. Connectée aux téléviseurs dans les chambres d'hôtel, elle permettait aux clients de payer pour jouer aux jeux Nintendo GameCube pendant une durée limitée.

Fin 1993, LodgeNet lança son service d'accueil à la demande, comprenant la livraison à l'échelle planétaire de jeux SNES aux clients de l'hôtel via ses réseaux propriétaires au niveau de l'immeuble. LodgeNet annonça finalement que le NGS était installé dans 200 000 chambres d'hôtel d'ici avril 1996 et 530 000 chambres d'ici la mi-1999. En avril 1996, LodgeNet a signalé que son partenariat avec Nintendo pour fournir des jeux Super NES avait produit 200 000 installations de chambres d'hôtel dans le monde. Le 16 juin 1998, Nintendo et LodgeNet ont conclu un accord de licence de 10 ans pour une mise à niveau «agressive» afin d'ajouter la prise en charge de Nintendo 64 à leurs 500 000 installations de chambres d'hôtes équipées de Super NES.  LodgeNet indique qu'au cours des cinq années précédentes du système, le système avait "fait de Nintendo le déploiement de nouveaux produits le plus réussi de l'histoire de l'industrie de la télévision à la carte".  LodgeNet a rapporté qu'au milieu de 1998 seulement, 35 millions de clients de l'hôtel ont rencontré le nom de Nintendo comme une commodité intégrale  et il a signalé des ventes de plus de 54 millions de minutes de gameplay basé sur Nintendo.